# Drobnoustek trójpręgi
Drobnoustek trójpręgi (Nannostomus trifasciatus) – gatunek słodkowodnej ryby kąsaczokształtne z rodziny smukleniowatych (Lebiasinidae). Bywa hodowany w akwariach.

## Taksonomia
Po raz pierwszy gatunek opisał naukowo Franz Steindachner w roku 1876. Drobnoustek trójpręgi był jednym z pierwszych jakie zostały opisane przez naukowców. W wyniku dużego obszaru jego rozprowadzania, drobnoustek został gatunkiem polimorficznym. Na przestrzeni wielu lat, niektóre z tych barwnych form zostały przez naukowców błędnie opisane jako odrębne gatunki, np. Poecilobrycon erythrurus i Poecilobrycon vittatus. W wyniku rewizji taksonomicznych nazwy te uznano za synonimy.

## Występowanie
Zasiedla wody dorzecza środkowej części Amazonki oraz Rio Negro w zachodniej Gujanie. 
Do Polski drobnoustek trójpręgi trafił z byłego ZSRR w roku 1969.

## Charakterystyka
Ciało smukłe, z trzema pręgami biegnącymi wzdłuż ciała, oddzielonymi od siebie złocisto połyskującymi pasami. Z tych trzech pasów tylko środkowy biegnie od otworu gębowego poprzez oko, pozostałe dwa zaczynają się za pokrywami skrzelowymi. Płetwa grzbietowa, nasada płetw brzusznych, ogonowej i odbytowej są w kolorze intensywnej czerwieni.
Drobnoustek trójpręgi dorasta do 6 cm długości.

## Dymorfizm płciowy
Na płetwie odbytowej samca (która jest czerwona) oraz na płetwach brzusznych widnieje zielononiebieski paskiem. Piersiowe płetwy są przeźroczyste. Samica bardziej krępa.

## Warunki w akwarium
| Zalecane warunki w akwarium | Zalecane warunki w akwarium |
| --------------------------- | --------------------------- |
| Zbiornik                    | średni do dużego            |
| Temperatura wody            | 24–27°C                     |
| Twardość wody               |                             |
| Skala pH                    | 6–7                         |
| pokarm                      | żywy                        |
| Uwagi                       |                             |

## Wymagania hodowlane
Ryba zaliczana do ryb problemowych. 

## Rozmnażanie
Doprowadzenie do tarła w warunkach domowych jest trudne z uwagi na dobór tarlaków. Wycierają się w małym zbiorniku w temperaturze wody 27–28 °C, wśród gęstej roślinności. Ikra w liczbie kilkudziesięciu sztuk składana jest na roślinach. Po około 24–30 godzinach następuje wylęg. Po kolejnych kilku dniach narybku zaczyna samodzielnie pływać. Początkowo należy karmić drobnym "pyłem" (wrotki, dafnia, plankton) zwiększając z czasem różnorodność żywego pokarmu.